# インチーザ・イン・ヴァル・ダルノ
インチーザ・イン・ヴァル・ダルノ（イタリア語: Incisa in Val d'Arno）は、イタリア共和国トスカーナ州フィレンツェ県にある、人口約6300人の基礎自治体（コムーネ）。

## 地理

### 位置・広がり

#### 隣接コムーネ
隣接するコムーネは以下の通り。
- フィリーネ・ヴァルダルノ
- グレーヴェ・イン・キアンティ
- レッジェッロ
- リニャーノ・スッラルノ